# Добуток Бляшке
Добутком Бляшке {\displaystyle B(z)} у комплексному аналізі називається аналітична в одиничному колі функція, що володіє нулями (скінченною або зліченною їх кількістю) в заздалегідь визначених точках {\displaystyle \{z_{n}\}_{n=1}^{k}}, де {\displaystyle k} — натуральне число або нескінченність (вона називається послідовністю Бляшке). У разі, якщо послідовність нулів нескінченна, то на нього накладається додаткова умова — збіжність ряду {\displaystyle \sum _{n}(1-|z_{n}|).}
Будується добуток Бляшке з так званих множників Бляшке {\displaystyle B(z)=\prod _{n}B(z_{n},z)} такого вигляду:
{\displaystyle B(z_{n},z)={\frac {|z_{n}|}{z_{n}}}{\frac {z-z_{n}}{1-{\overline {z_{n}}}z}}.}
У разі, якщо {\displaystyle z_{n}=0}, вважається {\displaystyle B(0,z)=z}.